# Ahmad al-Labbad
Ahmad Jamal al-Labbad (arabe : أحمد جمال اللباد) est un commandant et trafiquant de drogue qui a combattu lors de divers affrontements dans la ville d'al-Sanamayn, dans le sud de la Syrie.

## Sous le régime d'Assad
Al-Labbad faisait partie de la Direction générale de la Sécurité.

## Le groupe d'Ahmad al-Labbad
Le groupe d'al-Labbad a combattu Mohsen al-Haymed et son groupe en avril 2024. La faction de Haymed les a accusés d'avoir posé un engin explosif improvisé qui a explosé et tué sept enfants, et plus de 17 personnes ont trouvé la mort au cours des affrontements qui ont suivi. Un autre rapport a indiqué qu'au moins 20 personnes ont été tuées dans les combats. Le groupe al-Haymed a ciblé une maison appartenant à al-Labbad avec des RPG et des tirs de mitrailleuses, deux jeunes enfants sont morts dans un incendie qui en a résulté,. Son groupe était impliqué dans le trafic de drogue et des pilules ont été trouvées dans sa maison avant qu'elle ne soit incendiée.
En mars 2025, alors qu'ils quittaient des funérailles, les membres du groupe d'al-Haymed furent attaqués par ce que l'on croyait être le groupe d'al-Labbad. Trois militants du groupe d'al-Haymed furent tués et un combattant d'al-Haymed, ainsi qu'un enfant, furent blessés. Les combats s'intensifièrent, le groupe d'al-Haymed ouvrant le feu sur les services de sécurité générale qui intervenaient, ce qui a provoqué des affrontements entre le groupe d'al-Haymed et les forces de sécurité du gouvernement de transition syrien.
Maher al-Labbad, son fils et Mohammad Saleem al-Shtaar ont été tués le 1er juin 2025 par des hommes soupçonnés d'être affiliés au groupe d'al-Haymed. Les affrontements qui ont suivi ont entraîné la mort de deux civils.